# Колесницкий, Николай Филиппович
Никола́й Фили́ппович Колесни́цкий (5 (18) марта 1910, с. Буки (ныне Житомирской области) — 29 декабря 1992, Москва) — советский историк-медиевист, специалист по истории средневековой Германии. Доктор исторических наук, профессор (1963).

## Биография
Родился в крестьянской семье в с. Буки Житомирского уезда Волынской губернии. После окончания сельской средней школы учился на педагогических курсах в Житомире (1928—1929), а с 1929 года работал учителем начальной школы в Житомирской области.
В 1930—1933 годах учился заочно на факультете обществоведения Киевского института народного образования (ныне пединститут). В 1931—1933 годах — учитель семилетней школы в с. Дубровское Барановского района Житомирской области. С 1933 года учился на истфаке МИФЛИ, а в 1938—1941 годах там же в аспирантуре у А. И. Неусыхина.
30 мая 1941 года защитил кандидатскую диссертацию «Саксонское восстание 1073—1075 гг.». Участник Великой Отечественной войны, прошёл путь от солдата-сапёра до майора-политработника. Член ВКП(б) с 1943 года.
В 1946—1947 годах — учитель школы северо-западной группы советских войск в г. Лигнице, в 1947—1950 годах — доцент и заведующий кафедрой истории Загорского учительского института.
В 1950—1953 годах — заведующий кафедрой всеобщей истории Воронежского педагогического института, докторант Института истории АН СССР (1953—1955). Доцент кафедры всеобщей истории МОПИ (1955—1961), профессор кафедры (1961—1970, 1972—1992),
В 1961 году утверждён в степени доктора исторических наук; тема диссертации «Феодальное государство в Германии до возникновения территориальных княжеств (с 843 г. до середины XII в.)» (1960). В 1962 году присвоено звание профессора.
Заведующий кафедрой всеобщей истории УДН им. П. Лумумбы (1970—1972). заведующий кафедрой истории древнего мира и средних веков МОПИ им. Н. К. Крупской (1972—1991). Вышел на пенсию 15 апреля 1992 года.
Область научных интересов: история средневековой Германии, развитие феодальных отношений в Западной Европе. Подготовил около 10 кандидатов наук.

## Основные работы
Книги
- Хрестоматия по истории средних веков. М, 1963. Т. 2 (в соавт.);
- История средних веков; Учебник для студентов исторического факультета педагогических институтов. 2-е изд. М., 1979;
- Феодальное государство. Пособие для учителей. М.; 1967;
- Священная Римская империя: притязания и действительность. М, 1977 (Научно-популярная серия).

Статьи
- К вопросу о периодизации истории феодального государства // Вопросы истории. 1950. № 7;
- Эволюция раннефеодального областного и местного государственного устройства и рост вотчинной власти в Германии IX -середине XII вв. // Средние века. 1957. Вып. IX;
- «Священная Римская империя» в освещении современной западногерманской историографии // Средние века. 1959. Вып. XIV;
- Характеристика феодальной собственности по королевским и частновладельческим документам Германии X—XII вв. // Научные доклады высшей школы. Ист. науки. 1960. № 1;
- Значение регалий в Германском феодальном государстве XI -начала XII в. // Ученые записки МОПИ. Т. 115. Всеобщая история. Вып. 4. М., 1963;
- Германия в XII—XV вв. // История средних веков: Учебник для педагогических институтов. М., 1964;
- О некоторых типических и специфических чертах раннеклассовых обществ // Вопросы истории. 1966. № 7;
- К вопросу о раннеклассовых общественных структурах // Проблемы истории докапиталистических обществ. М., 1968. Кн. 1;
- Саксонское восстание 1073—1075 гг. // Ученые записки МОПИ. Т. 213. Всеобщая история. Вып. 10. 1968;
- О некоторых чертах раннеклассового государства // Социально-экономические проблемы истории древнего мира и средних веков. М., 1974;
- Донациональные этнические общности (по материалам средневековой Германии) // Расы и народы. Ежегодник. М., 1979. Вып. 8.

## Награды
- Орден Красной Звезды (1944), орден Отечественной войны II степени (1985),
- медали «За победу над Германией в Великой Отечественной войне 1941—1945 гг.», «За взятие Кёнигсберга», «В честь 800-летия Москвы» и др.